# Tor Åhman
Tor Sigvard Åhman, född 5 mars 1933 i Högalids församling i Stockholm, död 2 september 2015, var en svensk tv-journalist.
Efter en filosofie kandidatexamen från Stockholms universitet, blev han 1959 redaktör vid Utrikespolitiska institutet och började 1962 på Sveriges Television. Han var utrikeskommentator i nyhetsprogrammet Aktuellt åren 1962–1969 och 1972–1990. Däremellan (medan Aktuellt lades ner och återstartades) var han producent för NU-redaktionen 1969–1970 och Focus och Panorama 1971–1972.